# Cerithium
Cerithium  é um gênero de moluscos gastrópodes marinhos pertencente à família Cerithiidae. Foi classificado por Jean Guillaume Bruguière, em 1789; também descrevendo, no ano de 1792, sua espécie-tipo, Cerithium adansonii, uma subespécie de Cerithium nodulosum (Cerithium nodulosum adansonii). Sua distribuição geográfica abrange os oceanos tropicais e subtropicais da Terra.

## Descrição da concha
Conchas em forma de torre, com espiral alta. Imperfuradas. Com varizes indistintas e abertura de circular a oval, com canal sifonal alongado e relevo geralmente bem esculpido.

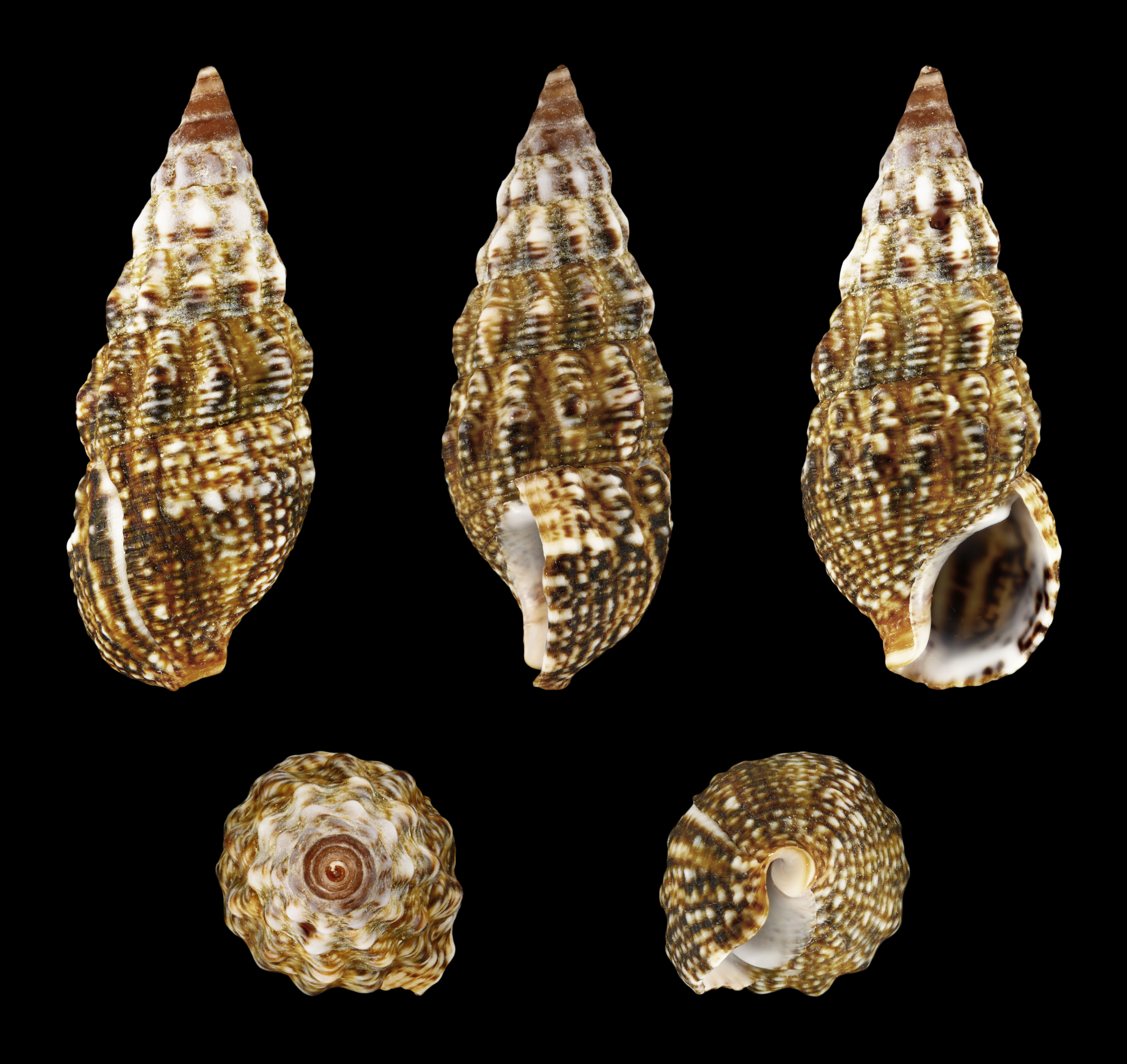
Cinco vistas da concha de Cerithium lividulum Risso, 1826,[1] espécime proveniente dos arredores de Dakhla, Saara Ocidental.

## Espécies deCerithium
- Cerithium abditum Houbrick, 1992
- Cerithium adustum Kiener, 1841
- Cerithium africanum Houbrick, 1992
- Cerithium albolineatum Bozzetti, 2008
- Cerithium alucastrum (Brocchi, 1814)
- Cerithium alutaceum (Gould, 1861)
- Cerithium amirantium E. A. Smith, 1884
- Cerithium atratum (Born, 1778)
- Cerithium atromarginatum Dautzenberg & Bouge, 1933
- Cerithium balletoni Cecalupo, 2009
- Cerithium balteatum Philippi, 1848
- Cerithium bayeri (Petuch, 2001)
- Cerithium boeticum Pease, 1860
- Cerithium browni (Bartsch, 1928)
- Cerithium buzzurroi Cecalupo, 2005
- Cerithium caeruleum G. B. Sowerby II, 1855
- Cerithium calculosum Basterot, 1825 †
- Cerithium cecalupoi Cossignani, 2004
- Cerithium citrinum G. B. Sowerby II, 1855
- Cerithium claviforme Schepman, 1907
- Cerithium columna G. B. Sowerby I, 1834
- Cerithium coralium Kiener, 1841
- Cerithium crassilabrum Krauss, 1848
- Cerithium dialeucum Philippi, 1849
- Cerithium eburneum Bruguière, 1792
- Cerithium echinatum Lamarck, 1822
- Cerithium egenum Gould, 1849
- Cerithium excavatum Brongniart in Cuvier & Brongniart, 1822 †
- Cerithium flemischi K. Martin, 1933
- Cerithium gallapaginis G. B. Sowerby II, 1855
- Cerithium gemmatum Hinds, 1844
- Cerithium gloriosum Houbrick, 1992
- Cerithium guinaicum Philippi, 1849
- Cerithium heteroclites Lamarck, 1822
- Cerithium ianthinum Gould, 1849
- Cerithium interstriatum G. B. Sowerby II, 1855
- Cerithium ivani Cecalupo, 2008
- Cerithium kreukelorum van Gemert, 2012
- Cerithium leptocharactum Rehder, 1980
- Cerithium lifuense Melvill & Standen, 1895
- Cerithium lindae Petuch, 1987
- Cerithium lissum R. B. Watson, 1880
- Cerithium litteratum (Born, 1778)
- Cerithium lividulum Risso, 1826
- Cerithium lutosum Menke, 1828
- Cerithium maculosum Kiener, 1841
- Cerithium madreporicola Jousseaume, 1931 †
- Cerithium mangrovum Q. M. Sun & S. P. Zhang, 2014
- Cerithium matukense R. B. Watson, 1880
- Cerithium mediolaeve Carpenter, 1857
- Cerithium menkei Carpenter, 1857
- Cerithium miocanariensis Martín-González & Vera-Peláez, 2018 †
- Cerithium munitum G. B. Sowerby II, 1855
- Cerithium muscarum Say, 1832
- Cerithium nesioticum Pilsbry & Vanatta, 1906
- Cerithium nicaraguense Pilsbry & H. N. Lowe, 1932
- Cerithium nodulosum Bruguière, 1792
- Cerithium novaehollandiae G. B. Sowerby II, 1855
- Cerithium ophioderma (Habe, 1968)
- Cerithium pacificum Houbrick, 1992
- Cerithium phoxum R. B. Watson, 1880
- Cerithium placidum Gould, 1861
- Cerithium protractum Bivona Ant. in Bivona And., 1838
- Cerithium punctatum Bruguière, 1792
- Cerithium rehderi Houbrick, 1992
- Cerithium renovatum Monterosato, 1884
- Cerithium repandum Monterosato, 1880
- Cerithium rostratum A. Adams in G. B. Sowerby II, 1855
- Cerithium rueppelli Philippi, 1848
- Cerithium rufonodulosum E. A. Smith, 1901 †
- Cerithium salebrosum Sowerby II, 1855
- Cerithium scabridum Philippi, 1848
- Cerithium scobiniforme Houbrick, 1992
- Cerithium stercusmuscarum Valenciennes, 1832
- Cerithium subscalatum Pilsbry, 1904
- Cerithium taeniagranulosum Lozouet, 1999 †
- Cerithium tenellum G. B. Sowerby II, 1855
- Cerithium torresi E. A. Smith, 1884
- Cerithium torulosum (Linnaeus, 1767)
- Cerithium traillii G. B. Sowerby II, 1855
- Cerithium uncinatum (Gmelin, 1791)
- Cerithium variegatum (Kuroda & Habe, 1971)
- Cerithium vulgatum Bruguière, 1792
- Cerithium zebrum Kiener, 1841
- Cerithium zonatum (W. Wood, 1828)[1]